# Jörgen Dafgård
Jörgen Dafgård, född 1964 i Göteborg, är svensk tonsättare. Utomlands har Dafgård bland annat uppmärksammats i samband med den stora internationella kompositionstävlingen Masterprize, där Veils senast placerade sig i toppen.

## Verk i urval
- Veils för orkester (1995/2005)
- Mosaïque Vibrante för orkester (1999–2000)
- Den gömda musiken för kör, orgel och slagverk (1999–2000, text: Östen Sjöstrand)
- Wind Quintet för blåsarkvintett (2001–2002)
- Sinfonia No. 1 för orkester (2003–2004)
- Volo för stråkorkester (2004)